# PN-28
PN-28 (индекс D-PN 28) — небольшой полужёсткий дирижабль Германии. 

## Конструкция и описание
Баллонет полужёсткого дирижабля наполнялся при помощи воздухоулавливателя, который устанавливался у винта. Внутри дирижабля находилась шахта для газа, выпускаемого через клапаны баллонетов. Конструкция каркаса дирижабля жёсткая, может быть разобрана на несколько частей для удобства перевозки. Киль корабля состоял из четырёх стабилизаторов. Каркас киля представляла собой сварная конструкция из стальных труб. Причаливание к швартовой мачте осуществлялось благодаря носовому усилителю.
Конструкция гондолы дирижабля — сварная из стальных труб. В кормовой части гондолы дирижабля устанавливался 80-сильный двигатель с приводом на винт, располагавшийся позади гондолы. В нижней части гондолы устанавливался амортизатор, препятствующий поломке винта при экстренной посадке.
Экипаж судна состоял из двух человек:
- пилота;
- механика.

Эксплуатация дирижабля могла производиться без наличия эллинга и с задействованием небольшой наземной команды.